# 南国娘
『南国娘』（なんごくむすめ）は、2006年9月にオリンピアから発売された完全告知型の沖スロ5号機。25パイが発売された後、30パイも発売された。保通協における型式名は「南国娘X」（30パイ機は「南国娘X30」）。パネルの絵柄は同じだが、背景色が25パイは青、30パイは黄色。

## 概要
歴代のオリンピアの沖スロ同様パトロット（パトライト）を搭載しているが、南国娘にはシリーズ最大サイズ (⌀77.7) のパトロットが搭載されている。
本機は『南国育ち』（初代）の撤去とほぼ同時期の導入で、後継機としての位置づけであったこともあり、2006年11月時点において5号機としては全国導入台数トップとなるなどヒット機種となった。ただし、その後導入台数では『アイムジャグラーEX』（北電子）などに抜かれている。
また、本機は一度のボーナス時の出玉が少なく瞬発力こそ高くないが、多彩な設定判別要素と技術介入要素があって、高設定での勝率が高い（設定6で約90%）。なお、本機の1ゲームでの最大払い出し枚数は10枚となっている。

## ボーナス確率
| 設定 | BIG確率 | REG確率 | 合成確率 |
| ---- | ------- | ------- | -------- |
| 1    | 1/264   | 1/528   | 1/176    |
| 2    | 1/252   | 1/504   | 1/168    |
| 3    | 1/243   | 1/486   | 1/162    |
| 4    | 1/236   | 1/472   | 1/157    |
| 5    | 1/226   | 1/452   | 1/151    |
| 6    | 1/220   | 1/440   | 1/147    |

※各数値はメーカー発表値。